# Hans Tröger (Bildhauer)
Oskar Richard Hans Tröger  (* 21. November 1894 in Dresden; † 17. Oktober 1963 ebenda) war ein deutscher Bildhauer.

## Leben
In der Zeit von 1912 bis 1914 studierte er unter anderem bei Hugo Spieler an der Sächsischen Kunstgewerbeschule Dresden. Als Soldat zog er in den Ersten Weltkrieg an die Westfront und kehrte völlig demoralisiert und verwundet nach Dresden zurück. Erst im Jahr 1918 konnte er sein Studium fortsetzen. Im Jahr 1921 beendete er sein Studium und arbeitete als selbstständiger Bildhauer in Dresden. Gemeinsam mit den befreundeten Bildhauern, Kurt Dämmig und Otto Winkler, arbeitete er in einem im Atelier zunächst im Dresdner Stadtteil Johannstadt auf der Kamelienstraße 1. Später wohnte er mit seiner Frau, einer staatlich geprüften Dentistin, in Leubnitz-Neuostra, Uhdestrasse 35. Sein Atelier befand sich bis zur Zerstörung Dresdens 1945 auf der Gerokstraße. Zuletzt wohnte er Spitzwegstraße 70. Seine Werke aus Terrakotta, Sandstein, Bronze und Porzellan sind in Dresden und Sachsen zu finden. Für die Meißner Porzellanmanufaktur entwarf er Kleinplastiken. Tröger beteiligte sich 1945/1946 an der ersten Kunstausstellung in Dresden nach Kriegsende („Freie Künstler. Ausstellung Nr. 1“) und 1946 an der Kunstausstellung Sächsische Künstler in Dresden.

## Werke (Auswahl)

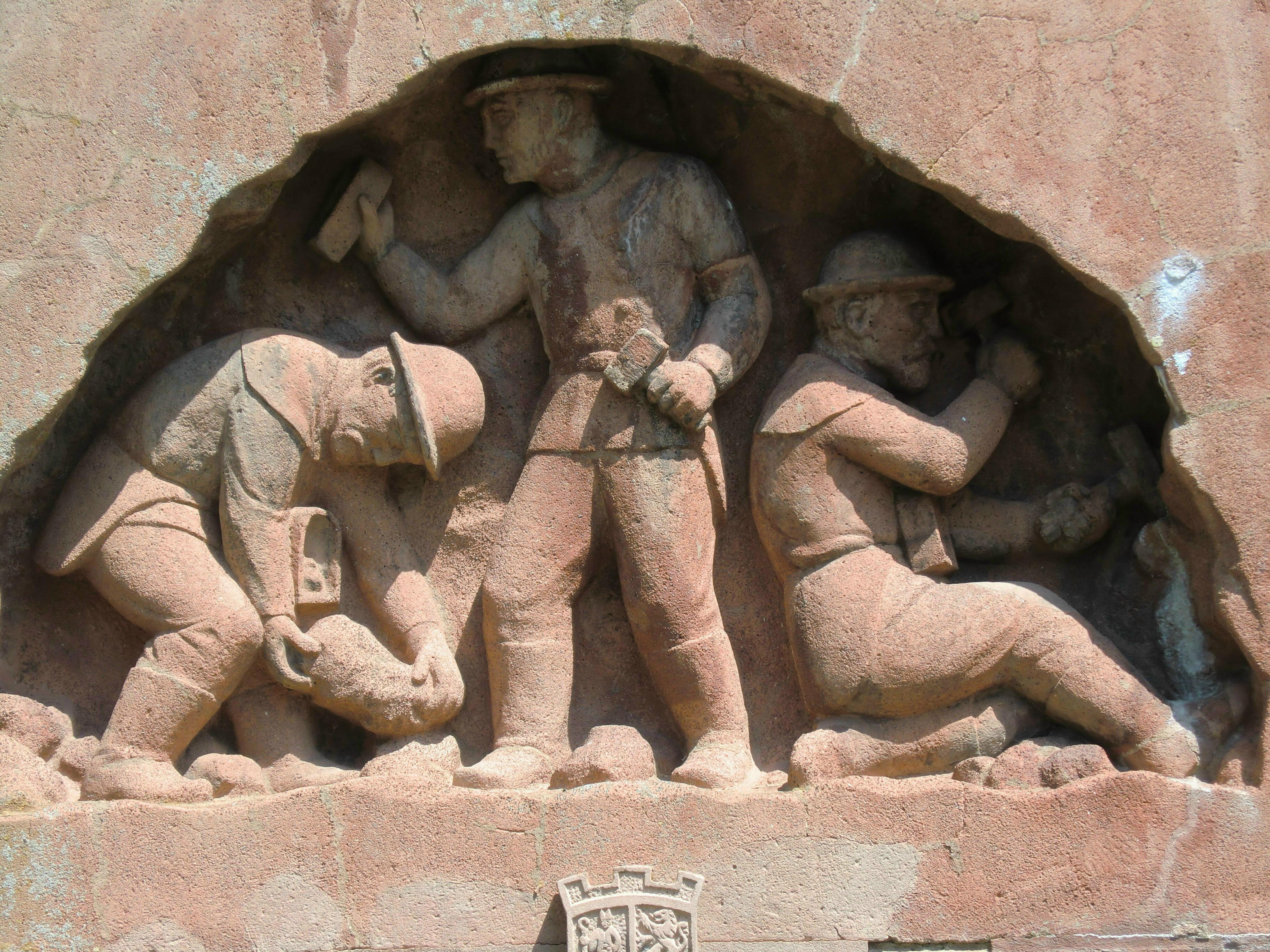
Brunnenrelief „Bergleute“ in Altenberg

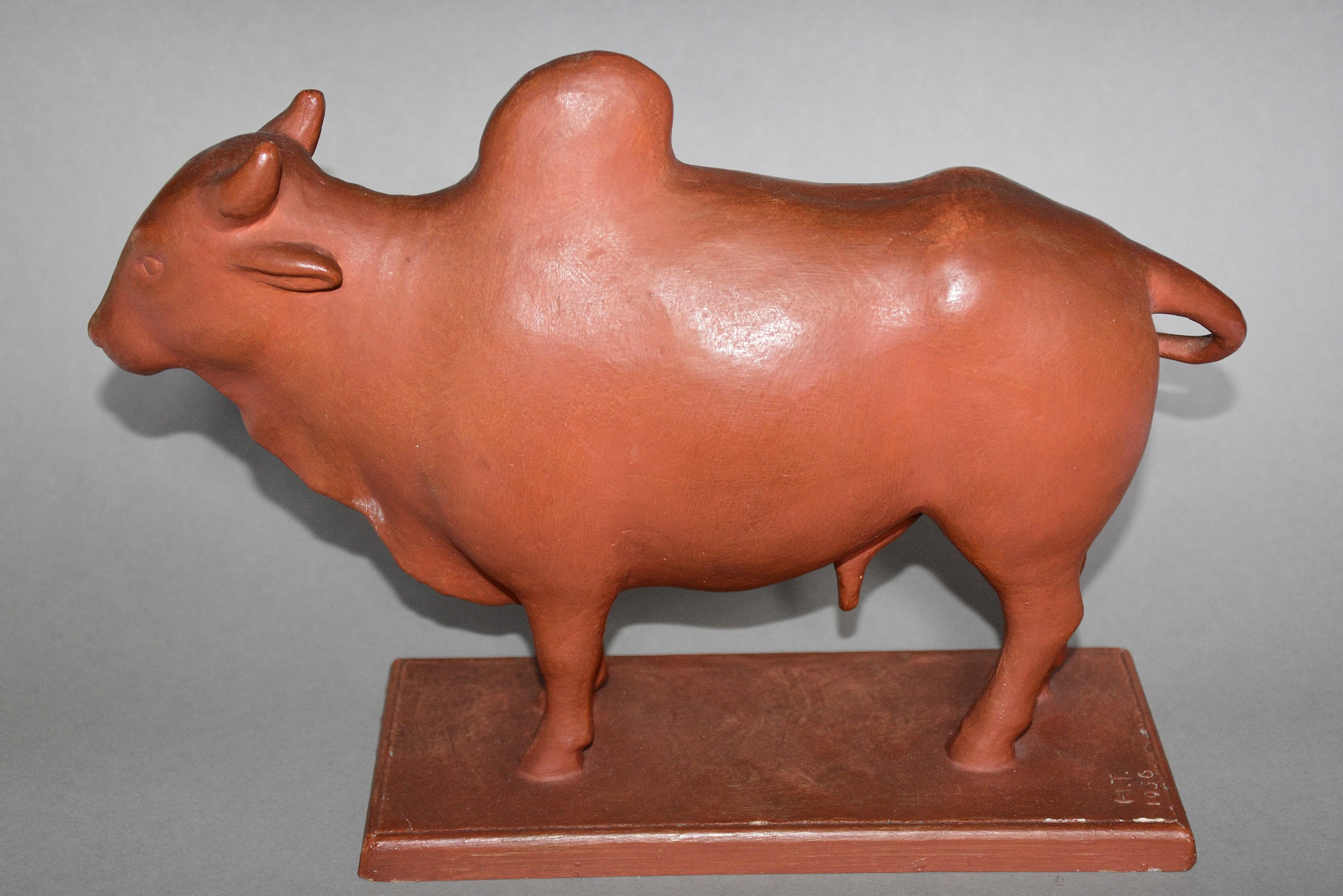
Skulptur „Zebu“

- 1926 bis 1928: Reliefs Villacher Siedlung in Dresden-Laubegast, Krainer Straße.[5]
- 1939: Bronzeskulptur Beerenkinder, für einen Park in Schwarzenberg, 1944 eingeschmolzen.
- 1942: Brunnenrelief Bergleute, Stützmauer an der Rathausstraße Altenberg, 1998 aufwendig restauriert.[6]
- 1947: Sitzende alte Frau, Skulpturensammlung Dresden, Inventarnummer ZV 4104.
- 1948: Skulptur Heimatlose, 3. Deutsche Kunstausstellung Dresden, Albertinum, 1953.
- 1950: Skulptur Mutter mit Kind, 3. Deutsche Kunstausstellung Dresden, Albertinum, 1953.
- 1951: Skulptur Liebesgruppe, 3. Deutsche Kunstausstellung Dresden, Albertinum, 1953.
- 1954 bis 1955: Relief Die Pfeng-Pauline, Neustadt in Sachsen, Dresdner Straße 3.[7]
- 1956: Skulptur Zebu aus Terrakotta (30 × 10 × 23 cm), Privatbesitz Dresden